# Târgu Cărbunești
Târgu Cărbunești ist eine Kleinstadt im Kreis Gorj in Rumänien.

## Lage
Târgu Cărbunești liegt im Vorland der Südkarpaten, in den Ausläufern des Parâng-Gebirges in der historischen Region Kleine Walachei. Beiderseits des Gilort, eines linken Nebenflusses des Jiu, und der Nationalstraße DN67B befindet sich Târgu Cărbunești etwa 20 km östlich von der Kreishauptstadt Târgu Jiu entfernt.

## Geschichte
Archäologische Funde wiesen eine Besiedlung des heutigen Stadtgebiets seit dem Neolithikum und der Bronzezeit nach. Die Ortschaft entstand an der Kreuzung mehrerer Handelswege und wurde 1480 unter dem Namen Târgul Gilort erstmals urkundlich erwähnt. 1504 nannte der walachische Fürst Radu cel Mare den Marktort in einem Dokument Petrești. Diese Bezeichnung bzw. Petreștii de Sus blieb bis zum Beginn des 20. Jahrhunderts. Die Entwicklung des Ortes wurde begünstigt durch die Inbetriebnahme der Bahnlinie von Filiași nach Târgu Jiu im Jahr 1888. 1968 erhielt Târgu Cărbunești den Status einer Stadt.
Wichtige Wirtschaftszweige der Stadt sind die Holz- und Bauindustrie sowie die Förderung von Kohle und Erdöl.

## Bevölkerung
Bei der Volkszählung 2002 lebten in der Stadt 8699 Personen, darunter 8185 Rumänen und 511 Roma. Von den 8034 registrierten Menschen 2011, waren 7166 Rumänen, 558 Roma und andere Ethnien.

## Verkehr
Târgu Cărbunești hat seit 1888 Bahnanschluss. In Richtung Târgu Jiu und Filiași verkehren derzeit (2009) täglich etwa je vier Schnell- und fünf Nahverkehrszüge. Außerdem bestehen Busverbindungen in die Kreishauptstadt Târgu Jiu. 1983 wurde von der Stadt aus eine 23 km lange Bahnstrecke nach Seciuri in Betrieb genommen, die nur dem Güterverkehr (vor allem Kohle) dient.

## Sehenswürdigkeiten
- Holzkirchen Cuvioasa Paraschiva (1698) und Adormirea Maicii Domnului (1832)
- Kloster Sf. Ioan Botezătorul (1780)
- Historischer Ortskern
- Das Tudor-Arghezi-Museum[7]

## Geboren in Târgu Cărbunești
- Florin Cioabă (1954–2013), Roma-Führer und selbsternannter „Internationaler König der Zigeuner“
- Luminița Cioabă (* 1957), Roma-Schriftstellerin[8]
- Lidia Șimon (* 1973), Silbermedaillengewinnerin im Marathonlauf bei den Olympischen Spielen 2000
- Marian Enache (* 1995), Ruder-Olympiasieger 2024